# Anarchisme à Monaco
L'anarchisme à Monaco a une histoire assez brève, qui se déroule principalement à la fin du XIXe siècle et au début du XXe siècle. Monaco, principauté autrefois sous le règne absolu de la maison Grimaldi, et monarchie constitutionnelle depuis 1911, est située sur la Côte d'Azur en Europe occidentale. La cité-État et micro-État est bordée exclusivement par la France et la mer Méditerranée.

## Histoire
Au cours d'une période d'agitation militante, en mars 1894, le Premier ministre italien Francesco Crispi répondit à une demande du gouvernement de Monaco d'aider la principauté à surveiller les radicaux politiques. Crispi, lui-même ancien insurgé, envoie un informateur confidentiel pour surveiller la communauté des anarchistes italiens résidant dans le pays. Toutes les dépenses sont payées par Monaco. La même année, le Premier ministre déploie l'armée et déclare l'état de siège en Sicile pour réprimer les Faisceaux siciliens, dirigés partiellement par des anarchistes, écrasant ainsi une révolte de solidarité anarchiste en Lunigiana. Quelques mois plus tard, en juin, des anarchistes tentent d'assassiner sans succès Crispi en lui tirant dessus. Cependant, un anarchiste italien de 20 ans, Sante Geronimo Caserio, parvient à assassiner le président français Sadi Carnot.
L'éminent anarchiste individualiste Benjamin Tucker quitte les États-Unis d'abord pour la France, puis pour Monaco, après qu'un incendie en 1908 dans sa librairie de New York lui a fait perdre à la fois du matériel d'impression non assuré et son stock de livres et de brochures vieux de 30 ans. Au moment de l'incendie, sa compagne Pearl Johnson — de 25 ans sa cadette — est enceinte de leur fille, Oriole Tucker. Tucker déménage à Monaco, où sa fille grandit, pour utiliser à meilleur escient les revenus de son héritage investi. Il passe une grande partie du reste de sa vie dans la cité-État, la plupart du temps dans une retraite politique presque complète.
Tucker meurt à Monaco en 1939, en compagnie de sa famille. Sa fille, Oriole, rapporte : « Father's attitude towards communism never changed one whit, nor about religion... In his last months he called in the French housekeeper. 'I want her,' he said, 'to be a witness that on my death bed I'm not recanting. I do not believe in God! » (« L'attitude de Père à l'égard du communisme n'a jamais changé d'un iota, ni à l'égard de la religion... Au cours des derniers mois de sa vie, il fit appel à la gouvernante française. « Je veux qu'elle, » dit-il, « soit témoin que sur mon lit de mort, je ne me rétracte pas. Je ne crois pas en Dieu ! »).
Léo Ferré (1916-1993) est né et partiellement scolarisé à Monaco. Poète, compositeur monégasque et interprète dynamique, il devient un chanteur contestataire très en vue en France, sortant une quarantaine d'albums et de nombreux singles à succès tout au long de sa carrière. Anarchiste convaincu, les chansons de Ferré sont souvent politisées, mêlant révolte, amour et mélancolie. S'il passe une grande partie de sa vie loin de sa ville natale, il revient vivre à plusieurs reprises à Monaco, avant d'y être finalement enterré en 1993.